# Riu At-Bashi
El Riu At-Bashi (Kirguizstan: Атбашы дарыясы) és un afluent esquerra del riu Naryn a la província de Naryn, al Kirguizstan. El riu es forma al vessant nord de Jangy-Jr Rang, per confluència dels rius Ulang i Ulan-Jer. Les característiques hidrològiques bàsiques són: longitud - 180 km, conca - 5.540 km², l'altitud mitjana - 3.060 m, el cabal mitjà anual - 33,1 m³/s, i la descàrrega específica mitjana - 5,98 l/s x km² Hi ha població que viu al voltant del riu a At-Bashi, Taldy Suu i Bosogo.